# Брукфарм
Бру́кфарм (англ. Brook Farm, известна также как Brook Farm Institute of Agriculture and Education или Brook Farm Association for Industry and Education) — колония американских социалистов-утопистов, существовавшая близ Бостона в 1841—1846.

## История
Была основана в 1841 в 9 милях от Бостона (в Вест Роксбери, штат Массачусетс) американским философом-трансценденталистом Джорджем Рипли и его женой Софией Рипли на участке площадью 200 акров (80 га) на паевых началах. Среди участников коммуны преобладали представители интеллигенции, значительно меньше было рабочих и фермеров. Основной своей задачей организаторы коммуны Брукфарм считали замену эгоистической конкуренции системой братской кооперации. Коммуна гарантировала каждому участнику жилое помещение, жизненные средства, бесплатное образование и медицинскую помощь. Рабочий день в коммуне (в полях или мастерских) длился 10 часов, а свой досуг члены коммуны посвящали самообразованию, занятиям наукой, литературой, музыкой, играм и танцам. С Брукфарм был связан американский поэт и философ Ральф Эмерсон.
С 1844 в руководстве коммуны большую роль стал играть один из американских последователей Шарля Фурье Альберт Брисбен, который перестроил Брукфарм по типу фаланстера, и в том же 1844 Брукфарм была объявлена «фалангой земледелия, кустарной промышленности ремесла». Коммуна стала центром пропаганды фурьеристских идей в США. В 1846 распалась, и с тех пор её деятельность не возобновлялась.
В настоящее время является Национальным памятником истории США и в 1966 внесена в Национальный реестр исторических мест США под номером 66000141.